# Sardaigne en liberté
Sardaigne en liberté est un voyagiste franco-italien, spécialiste du voyage d'aventure, de la randonnée pédestre en Sardaigne, de la Transhumance en Sardaigne et du tourisme durable, appelé aussi tourisme équitable.

## Histoire
"Sardaigne en liberté", fondée en 2017 par un ex-cadre, qui avait des attaches familiales en Sardaigne et souhaitait développer le tourisme durable dans cette région, s'est spécialisée dans les séjours de randonnée pédestre permettant de vivre avec des berger la Transhumance en Sardaigne ou dans les promenades en mer au départ de Tortoli, dans la Province de Nuoro.
L'agence a souhaité œuvrer à la renaissance touristique des régions concernées par l'activité pastorale. À sa demande l'Association italienne du tourisme responsable,, fondée en 1998 pour œuvrer dans le tourisme durable, s’est impliquée dans la valorisation de l'âne sarde comme figure de la randonnée en Sardaigne, à travers les chemins de transhumance, en espérant sa reconnaissance par l'UNESCO, prévue pour l'année 2020.
"Sardaigne en liberté" a lancé le concept des trekking dans la montagne sarde avec des âne sardes,,. Les randonneurs y accompagnent aussi moutons et chèvres, le long des anciens itinéraires de transhumance, pour se rendre dans des refuges et bergeries, où l'on déguste les spécialités comme les fromages Pecorino sardo et les Culurgiones, avec des bergers et guides, qui leur font connaître les anciennes pratiques pastorales. Les circuits et leurs activités sont conçus en collaboration avec les anthropologues Sebastiano Mannia, auteur d’une thèse sur la transhumance en Sardaigne et Bachisio Bandinu (it).
L'association, avec la plateforme coopérative de voyage Les oiseaux de passage, fut l'un des acteurs de la conférence "European Tourism Convention" d'octobre 2020, en grande partie consacrée au tourisme durable avec la députée européenne française Karima Delli, présidente de la commission tourisme et transport de l'UE. La Commission européenne souhaitait par cette conférence trouver des solutions à la crise du Covid, pour anticiper une reprise difficile du secteur tourisme, grâce à des recommandations mettant en lumière le tourisme durable.
Le but est alors de « valoriser des destinations et des entreprises » afin de promouvoir les pratiques d'un tourisme « respectueux de l’environnement et socialement responsable ». L'"European Tourism Convention" d'octobre 2020 a réuni une dizaine d'autres voyagistes désireux de donner ses chances au concept de "séjour  Slow tourisme", déclinaison au tourisme du concept de "Slow Food", avec l'Agence française de la biodiversité et décrire des expériences pilote dans un ouvrage.
Un mois et demi plus tard, ces voyagistes sont une vingtaine, proposant un "Manifeste européen pour un tourisme durable" présenté à la commission tourisme et transport du parlement européen avec le soutien du journal L'Echo Touristique. Une quinzaine de députés représentant « plusieurs États membres et un large éventail politique » les auditionnent et ils proposent des amendements au rapport sur le tourisme durable de la députée portugaise Cláudia Monteiro de Aguiar,. Un premier rendez-vous du réseau européen a lieu à Faro au Portugal pendant la présidence Portugaise de l'Union Européenne.
Une seconde rencontre européenne a eu lieu en Sardaigne à Lanusei,, l'agence ayant été chargée par la ville de d'organiser le "Festival du tourisme responsable Itaca, du 24 septembre au 3 octobre 2021.
L'agence a créé avec des partenaires européens - dont l'ATES, un voyagiste portugais et le festival relais des voyageurs en Belgique - un projet de festival du tourisme responsable dans différents pays européens. 
Depuis 2020, l'agence cherche à développer l'idée de mobilité douce à travers un projet de Vélo-rail avec d'autres partenaires dans la région Ogliastra. Elle est membre de Fédération des vélorails de France depuis 2023.Elle participe au projet de règlement de service en Italie. Elle a organisé une conférence sur ce thème lors du Festival du tourisme responsable Itaca avec toutes les parties prenantes pour relancer ce projet .
Elle valorise la connaissance de la  Culture nuragique à travers la découvertes des Nuraghe ,Tombe des géants ou et de randonnée à la découverte de ces sites, mais aussi des sites Mégalithe ou Domus de Janas et d'expérience sur la vie durant cette période (réalisation de Bronze nuragique par exemple).